# سولبيتسيا
سولبيتسيا كاتبة من القرن الأول قبل الميلاد، ألّفت ست قصائد قصيرة (حوالي 40 سطراً في المجموع) باللاتينية، نُشرت كجزء من مجموعة شعر ألبيوس تيبولوس (القصائد 3.13-18). وهي إحدى الشاعرات القلائل في روما القديمة اللواتي ما زالت أعمالهن باقية.

## حياتها
عاشت سولبيتسيا في عهد أغسطس قيصر (يوليوس قيصر) وولدت حوالي 40 قبل الميلاد. والدها سيرفيوس سولبيسيوس روفوس ووالدتها فاليريا؛ كان عمها ووصيها ماركوس فاليريوس ميسالا كورفينوس (64 قبل الميلاد - 8 م)، راعيًا مهمًا للأدب. كانت عائلة سولبيتسيا ميسورة الحال لها صلات بالإمبراطور أوغسطس، منذ أن عمل عمها مسالا قائداً في رعية أغسطس.

## الشعر
تتكون أعمال سولبيتسيا الباقية من ست قصائد رثائية قصيرة (3.13 - 18)، حٌفظت كجزءٍ من مجموعة شعرية نُسبت في البداية إلى تيبولوس. وهذه القصائد موجهة إلى سيرينثوس.
كان سيرينثوس على الأرجح اسماً مستعاراً. يُعتقد أحيانًا أنه يشير إلى كورنوتوس الذي تناوله تيبولوس في اثنتين من مرثياته، وربما كان كايسيليوس كورنوتوس أرستقراطياً. التشابه في الحروف الساكنة والتشابه بين الكيرا اليونانية («القرن») واللاتينية كورنو (أيضا «القرن») من بين الحجج التي تم الاستشهاد بها لصالح هذا التعريف. ومع ذلك، فإن الانتقادات الأخيرة قد ابتعدت عن محاولة تعريف سيرينثوس بشخصية تاريخية لصالح الإشارة إلى الآثار الأدبية للاسم المستعار.
عارض بعض النقاد  الرأي القائل بأن قصائد سولبيتسيا كانت من تأليف امرأة؛ يقترح هوبارد أنه من غير المرجح أن تكتب فتاة رومانية علنًا عن الأمور الجنسية وأن تدلي بتصريحات متمردة لأولياء الأمر، بينما يشير كل من هابينك وهولزبيرج إلى أن القصائد معقدة للغاية. في نظرة عامة على نقد سولبتسيا، وصفت أليسون كيث منطق مقال هوبارد بأنه «متعرج»، ويسلط الضوء على المشكلات في محاولات هولزبيرج وهابينك لمحو الأدب الأنثوي.
في حين أن الأكاديميين اعتبروا سولبيتسيا تقليديًا مؤلفة هاوية، إلا أن سانتيروكو اعترض على هذا الرأي في مقال نُشر عام 1979، وبعد ذلك تم استكشاف الميزة الأدبية لهذه المجموعة من القصائد بشكل كامل.